# Бердія (селище при станції)
Бердія (рос. Бердия) — залізнична станція в Іловлінському районі Волгоградської області Російської Федерації.
Населення становить 180 осіб. Входить до складу муніципального утворення Кондрашовське сільське поселення.

## Історія
Населений пункт розташований у межах українського історичного та культурного регіону Жовтий Клин.
Від 1965 року належить до Іловлінського району.

## Населення
| 2010 |
| ---- |
| 180  |